# Devin Townsend
Devin Garrett Townsend, född 5 maj 1972 i Vancouver, är en kanadensisk musiker, musikproducent och ljudtekniker. Hans huvudsakliga instrument är gitarr och sång, men han spelar även andra. Han spelar och producerar musik inom flera genrer, främst inom metal. Hans genombrott kom genom metalbandet Strapping Young Lad. Han har lett flera band och projekt sedan 1990-talet i anslutning till sin solokarriär. Han har även agerat sångare på albumet Sex & Religion med Steve Vai. Som musikproducent har han bland annat arbetat tillsammans med Lamb of God och Soilwork.

## Karriär

### Strapping Young Lad och solokarriär (1993–2006)
Efter ha agerat sångare för Steve Vai under albumet Sex and Religion skapade Townsend Strapping Young Lad. Strapping Young Lad var från början tänkt som ett soloprojekt och vid inspelningssessionen av första albumet spelade Devin alla instrument förutom trumspåren. Albumet, Heavy As A Really Heavy Thing, fick dock relativt lite uppmärksamhet. Inför andra albumet City, hade Devin anlitat permanenta bandmedlemmar i form av Gene Hoglan, Jed Simon och Byron Stroud. City blev en större framgång för Townsend, både försäljningsmässigt och av kritiker. Albumet har ansetts som ett av de viktigaste metalalbumen i historien av musikmagasinet Revlover där det placerades på 45:e plats då dess intensiva sound nådde en nivå som aldrig hörts tidigare. Albumet har därefter mer eller mindre uppnått kultstatus inom industrimetal där de har ansetts som ett av genrens viktigaste album. Vid sidan av Strapping Young Lad började Townsend spela in solomaterial som blev albumen Punky Brüster: Cooked on Phonics och Ocean Machine: Biomech. 2003 skapade Townsend ett nytt band betitlat The Devin Townsend Band som utgav två album fram till 2006 då bandet lades på is. 2006 blev också året då han slutade Strapping Young Lad. Townsend menade att bandet med åren hade växt till en ohanterlig nivå sett till dess ursprungliga intentioner eftersom han alltid värderat bandet som ett sidoprojekt gentemot sin solokarriär. Samtidigt hade processen för projektets material skapat alltför stora påfrestning på hans hälsa.

### Ziltoid the Omniscient / Devin Townsend Project (2007–2012)
2007 släpptes konceptalbumet Ziltoid the Omniscient som baserades på hans egen påhittade historia om en rymdvarelse vid namn Ziltoid, som är på jakt efter människornas "ultimata kaffe". Albumet fick en uppföljare 2014 betitlat Z²:Dark Matters.
2008 började Townsend med ett nytt projekt vid namn Devin Townsend Project ( även ofta förkortat "DTP"). Townsend utgav fyra album; Ki, Addicted, Deconstruction och Ghost där varje album har varierande typ av musikalisk karaktär och som skulle avspegla hans liv och karriär. Ki (2009) blev DTP:s debutalbum och har en musikalisk blandning av metal/jazz/country/blues/fusion. Addicted (2009) är mer av ett metal/pop album som även i viss mån kan efterliknas i Townsends tidigare solomaterial och Devin Townsend Band. Deconstruction (2011) är det album som mest liknar hans musikaliska material från Strapping Young Lad. Albumet bjuder på progressiv metal där även ett flertal gästartister medverkar. Ghost (2011) är huvudsakligen ett avslappnande instrumentalt album. Det har länge spekulerats om en uppföljare till Ghost eftersom Townsend vid ett par konserter framfört outgivet material som ska ha varit låtar som ej kom med på albumet. Dessutom medföljde några inspelade versioner av låtarna på DTP:s samlingsalbum Contain Us från 2011 .
Trots ursprungsidén att göra fyra album med Devin Townsend Project släpptes Epicloud 2012 och Sky Blue 2014 där det sistnämnda är en del av dubbelalbumet Z².

### Casualties of Cool /  Z² / Paus från DTP och åter soloartist (2014-idag)
Parallellt med Devin Townsend Project bildade han duon Casualties of Cool tillsammans med sångerskan Ché Amiee Dorval från albumet Ki. Deras första album släpptes 5 maj 2014 och är ett av de mest unika i Townsends musikaliska katalog.  2014 släpptes också dubbelalbumet Z2, bestående av skivorna Sky Blue och Dark Matters, där den senare är uppföljaren till 2007 års Ziltoid the Omniscient.  Under inspelningen inbjöds fansen att delta med körsång genom den s.k. "Universal Choir". Under 2015 har Townsend nämnt att han är intresserad av att skriva en självbiografi och samtidigt släppa en tillhörande akustisk EP. 2016 släppte DTP sitt sjunde album vid namn Transcendence. Townsend meddelade senare om en paus från DTP för att fokusera på nya projekt där han nämnt 4 stycken kommande soloalbum.
2019 släpptes albumet Empath. Sedan utbrottet av Covid-19 har Townsend framfört ett antal virtuella livekonserter.
2021 och 2022 väntas nya album betitlade The Puzzle och Snuggles.

## Diskografi

### Soloalbum
- 1996 – Punky Bruster: Cooked on Phonics
- 1997 – Ocean Machine: Biomech
- 1998 – Infinity
- 2000 – Physicist
- 2001 – Terria
- 2004 – Devlab
- 2007 – Hummer
- 2007 – Ziltoid the Omniscient
- 2014 – Z2 Dark Matters
- 2019 – Empath
- 2021 – The Puzzle
- 2021 – Snuggles
- 2022 – Lightwork

### Casualties of Cool
- 2014 – Casualties of Cool

### Devin Townsend Project
- 2009 – Ki
- 2009 – Addicted
- 2011 – Deconstruction
- 2011 – Ghost
- 2012 – Epicloud
- 2014 – Z2 Sky Blue
- 2016 – Transcendence

### The Devin Townsend Band
- 2003 – Accelerated Evolution
- 2006 – Synchestra

### Strapping Young Lad
- 1995 – Heavy as a Really Heavy Thing
- 1997 – City
- 1998 – No Sleep Til Bedtime (Live in Melbourne)
- 2003 – Strapping Young Lad
- 2005 – Alien
- 2006 – The New Black

### DVD
- 2004 – For Those Aboot To Rock: Live at the Commodore